# Bo Goldman
Robert (Bo) Goldman (New York, 10 september 1932 – Helendale (Californië), 25 juli 2023) was een Amerikaanse scenarioschrijver. Hij won een Oscar voor zowel One Flew Over the Cuckoo's Nest (1976) als Melvin and Howard (1980).

## Biografie

### Jeugd
Bo Goldman werd in 1932 geboren in New York. Zijn vader Julian Goldman was een succesvolle zakenman die eigenaar was van de warenhuisketen The Goldman Stores. Hij was goed bevriend met Franklin D. Roosevelt, die tevens zijn advocaat was, en hield van Broadway-shows. Gemiddeld bezocht de jonge Bo zo'n twee theatervoorstelling per week met zijn vader. Op die manier ontwikkelde hij reeds op jonge leeftijd een interesse in theater.
Goldman studeerde aan Princeton University, waar hij al snel voorzitter zou worden van de Princeton Triangle Club, een muzikaal-komisch theatergezelschap van de universiteit waar eerder ook F. Scott Fitzgerald en James Stewart deel van hadden uitgemaakt. In 1953 werd Goldmans productie Ham 'n Legs getoond tijdens de The Ed Sullivan Show. Het was de eerste productie van Princeton Triangle Club die op de nationale televisie vertoond werd.
Na zijn studies was Goldman gedurende drie jaar aangesloten bij het Amerikaans leger. Hij was gestationeerd op Enewetak, een atol van de Marshalleilanden waar nucleaire proeven gehouden werden.
Na zijn legerdienst ging de toen 25-jarige Goldman aan de slag op Broadway, waar hij de liedteksten mocht schrijven voor de musical First Impressions. De productie was niet erg succesvol. Nadien probeerde Goldman tevergeefs om zijn toneelstuk Hurrah Boys Hurrah op de planken te krijgen.

### Televisiecarrière

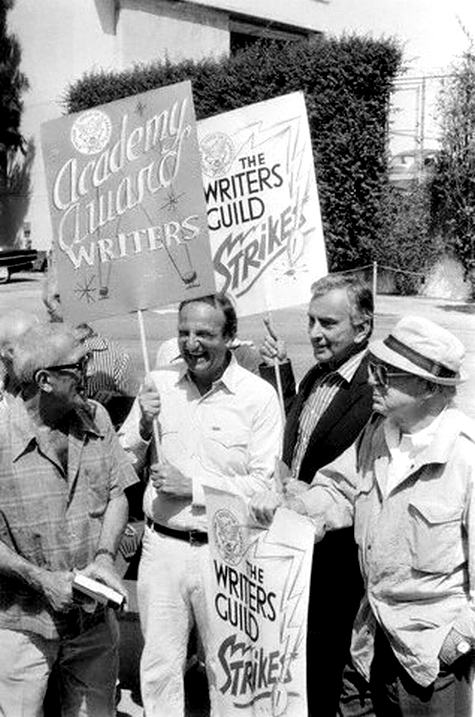
Richard Brooks, Bo Goldman, Gore Vidal en Billy Wilder tijdens een staking van de Writers Guild in 1981.

Vervolgens maakte Goldman de overstap naar televisie. Hij werd een scenarioschrijver in dienst van zender CBS, waar hij mocht samenwerken met de bekende producent Fred Coe. Goldman maakte zo de "Golden Age of Television" (1947–1960) van dichtbij mee. Als scenarioschrijver en producent werkte hij mee aan tv-programma's als Playhouse 90, Days of Wine and Roses (dat later ook verfilmd zou worden) en The Plot To Kill Stalin. Later schreef hij op de publieke omroep ook voor de succesvolle anthologieserie NET Playhouse. 

### Filmcarrière
Tijdens zijn werk voor NET werd hij door acteur Burt Lancaster aangemoedigd om de overstap te maken naar de filmindustrie. Als een gevolg schreef Goldman het script Shoot the Moon, dat uiteindelijk pas in 1982 verfilmd zou worden. Filmregisseur Miloš Forman was onder de indruk van het script en nam Goldman daarom in dienst om One Flew Over the Cuckoo's Nest (1976) te schrijven. De film werd een enorm succes en leverde Goldman zijn eerste Oscar op. Enkele jaren later veroverde hij een tweede Oscar voor zijn script van de satire Melvin and Howard.
In de jaren 1990 werden zijn scenario's voor Scent of a Woman (1992), City Hall (1996) en Meet Joe Black (1998) verfilmd. De eerste film, over een blinde oorlogsveteraan, leverde hoofdrolspeler Al Pacino een Oscar op. De acteur werkte nadien ook mee aan City Hall.
In 2000 werd Goldman ingehuurd om het script van de blockbuster The Perfect Storm te herschrijven. De film zou uiteindelijk meer dan 300 miljoen dollar opbrengen.
In de jaren 1970 schreef Goldman voor Warren Beatty een filmscenario over filmmaker, vrouwenversierder en vliegtuigpionier Howard Hughes, maar Beatty kreeg het project in die dagen niet verfilmd. De excentrieke Hughes werd nadien ook een personage in Goldmans script voor Melvin and Howard (1980). Drie decennia later gebruikte Beatty het verhaal dat Goldman voor hem geschreven had als basis voor de romantische komedie Rules Don't Apply (2016).
Goldman overleed op 90-jarige leeftijd.

## Prijzen en nominaties
| Prijs                           | Categorie                  | Film                                   | Uitslag     |
| ------------------------------- | -------------------------- | -------------------------------------- | ----------- |
| Academy Awards                  | Beste scenario (adaptatie) | One Flew Over the Cuckoo's Nest (1975) | Gewonnen    |
| Academy Awards                  | Beste scenario (origineel) | Melvin and Howard (1980)               | Gewonnen    |
| Academy Awards                  | Beste scenario (adaptatie) | Scent of a Woman (1992)                | Genomineerd |
| Golden Globes                   | Beste scenario             | One Flew Over the Cuckoo's Nest (1975) | Gewonnen    |
| Golden Globes                   | Beste scenario             | Scent of a Woman (1992)                | Gewonnen    |
| BAFTA Awards                    | Beste scenario             | One Flew Over the Cuckoo's Nest (1975) | Genomineerd |
| BAFTA Awards                    | Beste scenario (adaptatie) | Scent of a Woman (1992)                | Genomineerd |
| Writers Guild of America Awards | Beste scenario (adaptatie) | One Flew Over the Cuckoo's Nest (1975) | Gewonnen    |
| Writers Guild of America Awards | Beste scenario (origineel) | Melvin and Howard (1980)               | Gewonnen    |
| Writers Guild of America Awards | Beste scenario (origineel) | Shoot the Moon (1982)                  | Genomineerd |
| Writers Guild of America Awards | Beste scenario (adaptatie) | Scent of a Woman (1992)                | Genomineerd |
| Writers Guild of America Awards | Screen Laurel Award – 1998 | Screen Laurel Award – 1998             | Gewonnen    |

## Filmografie
Officieel
- One Flew Over the Cuckoo's Nest (1975)
- The Rose (1979)
- Melvin and Howard (1980)
- Ragtime (1981)
- Shoot the Moon (1982)
- Little Nikita (1988)
- Scent of a Woman (1992)
- City Hall (1996)
- Meet Joe Black (1998)
- Rules Don't Apply (2016)

Officieus
- Swing Shift (1984)
- The Flamingo Kid (1984)
- The Perfect Storm (2000)